# Павлик, Радован
Радован Павлик (чеш. Radovan Pavlík; 18 февраля 1998, Градец-Кралове, Чехия) — чешский хоккеист, нападающий. В настоящее время играет за клуб чешской Экстралиги «Комета».

## Карьера
Радован Павлик начал свою карьеру в юниорской команде «Градец-Кралове» в 2011 году. В 2015 году он впервые сыграл за основную команду в чешской Экстралиге. В 2017 году стал бронзовым призёром чемпионата Чехии, в 2020 году был финалистом Лиги чемпионов. По ходу сезона 2020/21 перешёл в клуб «Били Тигржи Либерец», с которым вышел в финал Экстралиги 2021.
1 мая 2021 года было объявлено о переходе Радована Павлика в клуб «Комета Брно».
Участник чемпионата мира среди юниоров 2016 года (5 игр, 1 шайба). Также принимал участие в молодёжном чемпионате мира 2018 года (7 игр, 3 шайбы, 3 передачи).
Дебютировал за сборную Чехии на кубке Карьяла 2018 года. 11 ноября 2018 года забросил первую шайбу за чешскую сборную в ворота сборной России (чехи выиграли игру со счётом 5:2).

## Достижения
- Финалист Лиги чемпионов 2020

- Серебряный призёр Экстралиги 2021

- Бронзовый призёр Экстралиги 2017

## Статистика
Обновлено на конец сезона 2020/2021
- Экстралига — 249 игр, 65 очков (28 шайб + 37 передач)
- Чешская первая лига — 11 игр, 3 передачи
- Лига чемпионов — 20 игр, 9 очков (4+5)
- Сборная Чехии — 8 игр, 1 шайба
- Всего за карьеру — 288 игр, 78 очков (33+45)